# 미토정 (야마구치현)
미토정(美東町)은 야마구치현 중앙부 카르스트 아키요시다이의 산기슭에 있던 정이다.

## 지리
야마구치 현 내륙부에 위치해 여름 덥고 겨울 춥다고 하는 내륙부 특유의 기후이다.
마을은 산간부에 둘러싸이듯 위치하고 있으며, 읍내 간 이동도 고개를 넘는 곳이 존재한다.
또 하기 시로 향하는 지방도 32호선 히바리 고개는 겨울철에 적설이나 동결 등이 많다.

## 역사
나라 시대에는 나가토보(長藤東山)가 나라 도다이지 대불 주조를 위한 구리를 산출한 적이 있으며, 간에이 연간에는 정내의 센야에 간에이 통보의 주전소가 열리는 등 예로부터 구리 산지로서 번창했다.
에도 시대 하기에 모리 씨 거성이 쌓이면서 시모노세키나 오군, 우베 등과 하기를 잇는 교통의 요지가 되었다.
막부 말기에는 조슈 번 내 속론파와 다카스기 신사쿠가 이끄는 기병대가 대전에서 에당에 걸쳐 대규모 전투를 벌였다.이 전투에서 승리를 거둔 다카스기가 하기까지 진군, 속론파를 일소하고 메이지 유신으로의 큰 발걸음을 내디딘 것이다.
- 1955년 10월 1일 - 오다정, 오야기촌, 마나가타촌, 아카고촌이 합병해 성립하였다.
- 2007년 2월 13일 - 미네시, 슈호정과의 합병협정서에 승인하였다.
- 2008년 3월 21일 - 미네시, 슈호정과 합병해 새로운 미네시가 성립하였다. 동일 미토정은 폐지되었다.

## 교통
이 땅은 교통의 요충지이며 하기시에서 우베시, 미유시에서 야마구치시, 나가토 시에서 옛 오고리정을 잇는 도로가 있다

### 철도
정내에 철도 노선은 없고 서일본 여객철도 산요 본선의 신야마구치역 또는 JR 야마구치선 야마구치 역에서 버스 환승이 된다.
전쟁 전에는 우베에서 뻗어 있던 후나키 철도가 대전까지 연장될 계획이 있었으나 실현되지 않은 채 노선이 폐지되었다

### 도로
- 주고쿠 자동차도
- 국도 제435호선 (일본)(일본어판)
- 국도 제490호선 (일본)(일본어판)